# Chaetodon trifascialis
Espèce
Statut de conservation UICN

 NT  : Quasi menacé
Le poisson-papillon à chevrons (Chaetodon trifascialis) est une espèce de poissons de la famille des Chaetodontidae.